# Picot canyella
El picot canyella (Celeus loricatus) és una espècie d'ocell de la família dels pícids (Picidae) que habita la selva humida i clars de les terres baixes al vessant del Carib a Nicaragua, Costa Rica, Panamà, oest i nord de Colòmbia i nord-oest de l'Equador.